# بولولو
بولولو یکی از شهرهای استان موروبه، واقع در کشور پاپوآ گینه نو است.